# Amysidiella pseudomicare
Amysidiella pseudomicare är en insektsart som beskrevs av Broomfield 1985. Amysidiella pseudomicare ingår i släktet Amysidiella och familjen Derbidae. Inga underarter finns listade i Catalogue of Life.